# 艦つく -Warship Craft-
『艦つく-Warship Craft-』（かんつく ウォーシップクラフト）は、DONUTSが開発・運営するスマートフォン向けゲームアプリ。2019年8月20日サービス開始。基本プレイ無料（アイテム課金制）。略称は『艦つく』。

## 概要
プレイヤーは自分で艦を作成し、それを操作して敵NPC艦隊と海戦を行い、敵艦の耐久値を0にし撃沈したり、特定の艦を沈めることで勝利となる。艦艇を建造するための船体やパーツは戦役でのドロップやショップでの購入、また各種イベントの報酬として入手可能である。燃料制が導入されており、戦闘の際には使用する艦ごとに定められた量の燃料が必要となる。燃料は8時間で全回復するペースで時間経過で回復するほか、アイテムの使用により回復させられる。
6つの技術レベルを上げて兵装を開発するシステムである。(兵装、機関、鋼材、航空、電気、補助艤装)
レベルが上がるごとに、開発時間が長くなり必要な資金も増える仕組みである。短縮するには、技術開発短縮券が必要になる。
過去にコーエーから発売されていた戦艦アクションゲーム「鋼鉄の咆哮シリーズ」との類似点が多く、影響を受けているのがうかがえる。艦船の設計システムを始め、設計した艦へのコメント付き評価、さらに5つの技術レベル(兵装、機関、鋼材、航空、電気）を上げて兵装を開発するシステムに関しては、その5つともが同じ名称である。

## 連合
他ゲームでいう、「ギルド｣「クラン」に相当するプレイヤーの集まり。最大30人まで参加可能。参加後は、毎日の活動量（海戦での勝利やダイヤ＝ゲーム内通貨の消費量）に応じて様々な報酬を入手できる。また年一ペースで開催されるイベント「連合戦」においては、各連合それぞれが一致団結して上位報酬を目指すことになる。

## 海戦
プレイヤー自身が作成した艦を使ってNPC艦隊と戦闘を行う。勝利条件はものにより異なるが、基本的には敵艦全艦撃沈で勝利、味方艦隊旗艦を務めるプレイヤー操作艦沈没で敗北と判定される。最大で7隻対7隻の海戦を行うことができる。なお、味方艦隊旗艦以外はすべて自動操縦となる。

### 戦役
燃料を消費して艦隊と戦闘することのできるモード。現在38章合計190ステージが用意されている。戦闘後に船体やパーツの購入に使用できる金貨を得られるほか、海戦に勝利すると一定確率で壊れたパーツやアイテムを入手することが可能。壊れたパーツは工廠で修理して自艦に搭載したり売却して資金にしたりできる。

### 遠征
燃料を消費する事で遠征ができる、遠征には、最大7隻の艦艇を使用出来るが遠征中には戦役、造船などには出撃艦艇を使用出来ない。遠征には、何も必要無いものから(近海)、緑券(遠海)、黄券(外洋)、赤券(冥海)が必要なものが存在する。黄、赤券の遠征はレアな艤装などを獲得出来るが、遠征時間が長い。短縮するには、時間短縮券が必要になる。

### 任務
与えられた条件を達成しつつ、海戦に勝利することで自艦の強化アイテム（教本）、換金素材、改造素材を得られるモード。このモードでは燃料を消費することはない。難易度が二つある。

### 演習
他のプレイヤーと海戦を行えるモード。ランキング制となっており、自身より高順位のプレイヤーに勝利することでそのプレイヤーと入れ替わる形で順位を上げられる。毎日23時59分時点での順位に応じて全プレイヤーにアイテムなどの報酬が配布される。一日の間に行える戦闘数の上限が定められており、プレイ状況により変化する。なお、このモードでは燃料を消費することはない。

### 大演習
他のプレイヤーと海戦を行えるモード。ランキング制となっており、自身より高順位のプレイヤーに勝利することでそのプレイヤーと入れ替わる形で順位を上げられる。特定の艦艇を使い(1回戦、駆逐艦、航空母艦、2回戦、巡洋艦、航空母艦、3回戦、駆逐艦、巡洋艦、戦艦、航空母艦)、最大7隻対7隻の海戦を3回行い、全ての海戦を勝利すれば順位が上がる仕組みである。順位によりptの数が変わる仕組みである。演習pt獲得で工廠未実装の兵装、ダイヤ、各短縮券などと交換可能。

### 特殊戦役
2019年10月12日に初めて実装された、燃料を消費せず期間限定海域の敵艦隊と海戦を行えるモード。敵艦隊に勝利すると一定のイベントptが付与され、イベント期間中設置されるイベントショップにてそのイベントptを新実装の船体、パーツや大和型船体などと交換することが可能。

### 連合戦
2020年3月23日より新たに実装された、連合戦専用の燃料を消費して他の連合に所属しているプレイヤーの艦隊と海戦を行える期間限定のモード。戦闘後、結果に応じてポイントが付与され、そのポイントの合計に従って各プレイヤーごと、各連合ごとに順位付けされる。毎日23時59分時点での順位に応じて、何らかの連合に所属しているプレイヤーに新実装の船体やパーツ、アイテムなどの報酬が配布される。また、指定されたポイント数をためたり、与えられた条件を達成したりすることでも船体やパーツ、アイテム等の報酬を獲得可能。

### 条約決戦
2020年5月25日より新たに実装された期間限定のモード。プレイヤーは「条約」と呼ばれる、あらかじめ定められたルールに従って艦を建造・編成し、他プレイヤーの艦隊と海戦を行うことができる。海戦を終了するごとにその戦闘結果に応じてポイントを得ることができ、そのポイントを使用して兵装や設備パーツを購入することが可能。また与えられた条件を達成することでもポイントや兵装・設備パーツを獲得できる。その他に一回の海戦で稼げた最高ポイント数をプレイヤー間で競うランキングも存在する。ランキングにおける順位はイベント終了時に確定し、その時の順位に応じて報酬が配布される。

### 絶対防衛戦線
敵艦を制限時間以内に撃沈するか、制限時間終了まで生存しきる事でptを獲得出来る。ptは、コンテナを開放する事に使用される。コンテナからは、非売品兵装や機関、船体、ほかにもダイヤや教本、資金などが貰える。

### 特殊指令
イベント期間のみに出される指令で、指令をクリアすると報酬がもらえる。前半と後半の2回に分かれている指令もある。

## 造船

### 主な実装船体
現在実装されている船体は以下の通り。プレイヤーはこれらの船体を用いて、自身が運用する艦を自由に艦を建造することができる。また、それぞれの船体について、その船体の元となった艦の実際の艤装を再現したものが完成艦として販売されている。
| 艦種   | 艦型                     | 備考 |
| ------ | ------------------------ | --- |
| 駆逐艦 | 磯風型                   | 完成艦として1917年時の磯風が実装されている。 |
| 駆逐艦 | 峯風型                   | 完成艦として1920年時の峯風、1922年時の野風が実装されている。                                                                                                  |
| 駆逐艦 | 睦月型                   | 完成艦として1926年時の睦月、1944年時の夕月が実装されている。                                                                                                  |
| 駆逐艦 | 吹雪型                   | 完成艦として1928年時の吹雪、1936年時の綾波、1945年時の響が実装されている。                                                                                    |
| 駆逐艦 | 初春型                   | 完成艦として1933年時と1937年時の初春、1945年時の初霜が実装されている。                                                                                        |
| 駆逐艦 | 陽炎型                   | 完成艦として1939年時の陽炎、1944年時の雪風が実装されている。                                                                                                  |
| 駆逐艦 | 島風型                   | 期間限定でショップにて完成艦と船体が販売された。設備や島風型船体の他、新兵装である零式61センチ5連装魚雷発射管が実装された。                                   |
| 駆逐艦 | 秋月型                   | 期間限定でショップにて完成艦と船体が販売された。 |
| 駆逐艦 | 松型                     | 特殊戦役の報酬として実装。のちに期間限定ショップで販売。 |
| 駆逐艦 | 朝潮型                   | 特殊戦役の報酬として実装。 |
| 駆逐艦 | 白露型                   | 特殊戦役の報酬として実装。 |
| 駆逐艦 | 夕雲型                   | 特殊戦役の報酬として実装。 |
| 駆逐艦 | ベンソン級               | 特殊戦役の報酬として実装。 |
| 駆逐艦 | フレッチャー級           | 特殊戦役の報酬として実装。 |
| 駆逐艦 | Z1型駆逐艦               | 特殊戦役の報酬として実装。 |
| 巡洋艦 | 天龍型                   | 完成艦として1919年時の天龍が実装されている。 |
| 巡洋艦 | 球磨型                   | 完成艦として1941年時の球磨が実装されている。 また、この船体とは別に重雷装艦としての改装を受けた後の北上、大井の船体が、球磨型重雷装船体として実装されている。 |
| 巡洋艦 | 長良型                   | 完成艦として1935年時と1944年時の長良、1945年時の五十鈴が実装されている。                                                                                      |
| 巡洋艦 | 川内型                   | 期間限定でショップにて完成艦と船体が販売された。設備や川内型船体が実装された。                                                                                |
| 巡洋艦 | 夕張型                   | 特殊戦役の報酬として実装。現在はダイヤ限定でのショップ販売もされている。                                                                                      |
| 巡洋艦 | 阿賀野型                 | 期間限定でショップにて完成艦と船体が販売された。 |
| 巡洋艦 | 大淀型                   | 期間限定でショップにて完成艦と船体が販売された。船体に差分が存在                                                                                              |
| 巡洋艦 | セントルイス級           | イベント 絶対防衛戦線のコンテナの目玉報酬としてパーツ、船体、偵察機が実装。                                                                                   |
| 巡洋艦 | クリーブランド級         | イベント 絶対防衛戦線のコンテナの目玉報酬としてパーツ、船体、偵察機が実装。                                                                                   |
| 巡洋艦 | エディンバラ級軽巡洋艦   | イベント 絶対防衛戦線のコンテナの目玉報酬としてパーツ、船体、偵察機が実装。                                                                                   |
| 巡洋艦 | 古鷹型                   | 完成艦として1932年時と1942年時の古鷹が実装されている。 |
| 巡洋艦 | 青葉型                   | 完成艦として1927年時と1944年時の青葉が実装されている。 |
| 巡洋艦 | 妙高型                   | 完成艦として1929年時と1944年時の妙高が実装されている。 |
| 巡洋艦 | 高雄型                   | 完成艦として1932年時と1944年時の高雄、1944年時の摩耶が実装されている。                                                                                        |
| 巡洋艦 | 最上型                   | 条約決戦の報酬として実装。 |
| 巡洋艦 | 利根型                   | 期間限定でショップにて完成艦と船体が販売された。 |
| 巡洋艦 | ポートランド級           | イベント 絶対防衛戦線のコンテナの目玉報酬としてパーツ、船体、偵察機が実装。                                                                                   |
| 巡洋艦 | ロンドン級               | イベント 絶対防衛戦線のコンテナの目玉報酬としてパーツ、船体、カタパルトなどが実装。                                                                           |
| 巡洋艦 | ドイッチュラント級       | イベント 絶対防衛戦線のコンテナの目玉報酬としてパーツ、船体、カタパルトなどが実装。                                                                           |
| 巡洋艦 | ノーフォーク級           | イベント 絶対防衛戦線のコンテナの目玉報酬としてパーツ、船体、カタパルトなどが実装。                                                                           |
| 巡洋艦 | アドミラル・ヒッパー級   | イベント 絶対防衛戦線のコンテナの目玉報酬としてパーツ、船体、カタパルトなどが実装。のちプリンツ・オイゲンも絶対防衛戦線のコンテナの目玉報酬として実装         |
| 巡洋艦 | ボルチモア級             | イベント 絶対防衛戦線のコンテナの目玉報酬としてパーツ、船体などが実装。                                                                                       |
| 巡洋艦 | ウィチタ級               | イベント 絶対防衛戦線のコンテナの目玉報酬としてパーツ、船体などが実装。                                                                                       |
| 戦艦   | 敷島型                   | 完成艦として1900年時の敷島、1902年時の三笠が実装されている。                                                                                                  |
| 戦艦   | 薩摩型                   | 完成艦として1910年時の薩摩、1911年時の安芸が実装されている。                                                                                                  |
| 戦艦   | 河内型                   | 完成艦として1912年時の河内が実装されている。 |
| 戦艦   | 金剛型                   | 完成艦として1913年時と1944年時の金剛が実装されている。 |
| 戦艦   | 扶桑型                   | 完成艦として1915年時と1944年時の扶桑が実装されている。 |
| 戦艦   | 伊勢型                   | 現在実装されている伊勢型船体は竣工当時のものである。 |
| 戦艦   | 長門型                   | 完成艦として1920年時と1944年時の長門が実装されている。 |
| 戦艦   | 大和型                   | 完成艦として1941年時と1945年時の大和が実装されている。のち武蔵も特殊戦役の報酬として船体構造が異なる形で実装。                                                |
| 戦艦   | 改大和型                 | 期間限定でショップにて完成艦と船体が販売された。 |
| 戦艦   | 超大和型                 | 連合戦の報酬として実装。 |
| 戦艦   | ビスマルク級             | 連合戦の報酬として実装。 |
| 戦艦   | B65型                    | 条約決戦の報酬として実装。B65型巡洋戦艦の名で実装されたが、ゲーム内では戦艦と同じ扱いである。                                                                 |
| 戦艦   | 金剛代艦型               | 連合戦の報酬として実装。平賀案がモデルである。 |
| 戦艦   | 13号型                   | 期間限定でショップにて完成艦と船体が販売された。 |
| 戦艦   | コロラド級               | イベント 絶対防衛戦線のコンテナの目玉報酬としてパーツ、船体、偵察機が実装。                                                                                   |
| 戦艦   | ノースカロライナ級       | 連合戦の報酬として実装。 |
| 戦艦   | サウス・ダコタ級         | イベント 絶対防衛戦線のコンテナの目玉報酬としてパーツ、船体が実装。後のアップデートで船体形状が一部変更された。                                               |
| 戦艦   | アイオワ級               | 連合戦の報酬として実装。後のアップデートで船体形状が一部変更された。                                                                                          |
| 戦艦   | モンタナ級               | 連合戦の報酬として実装。 |
| 戦艦   | ネルソン級               | 連合戦の報酬として実装。 |
| 戦艦   | キング・ジョージ5世級    | 連合戦の報酬として実装。 |
| 戦艦   | クイーン・エリザベス級   | 連合戦の報酬として実装。 |
| 戦艦   | フッド級                 | イベント 絶対防衛戦線のコンテナの目玉報酬としてパーツ、船体、偵察機が実装。                                                                                   |
| 戦艦   | シャルンホルスト級       | 特殊戦役の報酬として実装。 |
| 戦艦   | H39級                    | 連合戦の報酬として実装。 |
| 戦艦   | ライオン級               | 連合戦の報酬として実装。 |
| 戦艦   | バイエルン級             | イベント 絶対防衛戦線のコンテナの目玉報酬としてパーツ、船体が実装。                                                                                           |
| 戦艦   | リヴェンジ級             | イベント 絶対防衛戦線のコンテナの目玉報酬としてパーツ、船体が実装。                                                                                           |
| 戦艦   | 紀伊型                   | 特殊戦役の報酬として実装。 |
| 空母   | 鳳翔型                   | 完成艦として1922年時と1942年時の鳳翔が実装されている。 |
| 空母   | 大鷹型                   | 完成艦として1943年時の大鷹が実装されている。 |
| 空母   | 祥鳳型                   | 完成艦として1942年時の祥鳳が実装されている。 |
| 空母   | 龍驤型                   | 完成艦として1933年時の龍驤が実装されている。 |
| 空母   | 加賀型                   | 完成艦として1935年時の加賀が実装されている。 |
| 空母   | 赤城型                   | 完成艦として1938年時の赤城が実装されている。 |
| 空母   | 大鳳型                   | 期間限定でショップにて完成艦と船体が販売された。 |
| 空母   | 信濃型                   | 期間限定でショップにて完成艦と船体が販売された。 |
| 空母   | 蒼龍型                   | 期間限定でショップにて完成艦と船体が販売された。 |
| 空母   | 飛龍型                   | 期間限定でショップにて完成艦と船体が販売された。 |
| 空母   | 翔鶴型                   | 期間限定でショップにて完成艦と船体が販売された。 |
| 空母   | レキシントン級           | イベント 絶対防衛戦線のコンテナの目玉報酬としてパーツ、船体が実装。                                                                                           |
| 空母   | ヨークタウン級           | イベント 絶対防衛戦線のコンテナの目玉報酬としてパーツ、船体が実装。                                                                                           |
| 空母   | イラストリアス級         | イベント 絶対防衛戦線のコンテナの目玉報酬としてパーツ、船体が実装。                                                                                           |
| 空母   | グラーフ・ツェッペリン級 | イベント 絶対防衛戦線のコンテナの目玉報酬としてパーツ、船体が実装。                                                                                           |
| 空母   | アーク・ロイヤル級       | イベント 絶対防衛戦線のコンテナの目玉報酬としてパーツ、船体が実装。                                                                                           |
| 空母   | ミッドウェイ級           | イベント 絶対防衛戦線のコンテナの目玉報酬としてパーツ、船体が実装。                                                                                           |

### 主な兵装・設備・補助艤装
プレイヤーは以下に示すような兵装や設備を上述の船体に設置してオリジナルの艦艇を建造できる。ただし、各船体に設置できる兵装・設備数はその船体の種類にかかわらず、100個までである。また、各船体に予め設定された最大排水量を超えてパーツを設置することはできない。
なお、現時点で300種類以上のパーツが実装されている。当初は日本の砲や装備のみだったが、外国の艦船が追加されるごとに外国型の砲や装備が随時追加されていった。

#### 砲
- 43.5口径保式4.7cm単装砲
- 50口径三年式12.7cm連装砲D型
- 50口径三年式14cm単装砲
- 50口径三年式一号20cm砲単装砲A1型
- 40口径安式30.5cm連装砲
- 45口径安式30.5cm連装砲
- 50口径安式30.5cm連装砲
- 45口径毘式35.6cm連装砲
- 38cm/L52 SK C/34 連装砲
- 45口径41cm連装砲
- 試作45口径41cm四連装砲
- 試作52.5口径41cm連装砲
- 試作52.5口径41cm三連装砲
- 45口径46cm三連装砲
- 15cm/L55 SK C/28 単装砲
- 20.3cm_L60 SK C_34 連装砲
- 28.3cm/L52 SK C/28 三連装砲
- 28.3cm/L54.5 SK C/34 三連装砲
- 40.6cm/L52 SK C/34 連装砲
- 48.2 cm/L50 SK C/42 連装砲
- 12.7cm/L51 Mark7 単装砲
- 12.7cm/L38 Mark12 単装両用砲
- 15.2cm/L47 Mark16 三連装砲
- 20.3cm_L55 Mark9 三連装砲
- 40.6cm/L45 Mark1 連装砲
- 40.6cm/L45 Mark6 三連装砲
- 40.6cm/L50 Mark7 三連装砲
- 13.3cm/L50 MarkⅠ 連装両用砲
- 15.2cm/L45 Mk.XⅡ 単装砲
- 15.2cm/L50 Mk.XXⅡ 連装砲
- 15.2cm/L50 Mk.XXⅢ 三連装砲
- 20.3cm/L50 Mk.Ⅷ 連装砲
- 35.6cm/L45 MarkⅦ 連装砲
- 35.6cm/L45 MarkⅦ 四連装砲
- 38.1cm/L42 Mk.Ⅰ 連装砲
- 40.6cm/L45 Mk.Ⅰ 三連装砲
- 38cm/L45 SK 連装砲
- 15cm/L45 SK 単装砲
- 40.6 cm/L45 Mk.Ⅱ 三連装砲

#### 高角砲
- 40口径三年式7.62cm単装高角砲
- 60口径九八式7.62cm連装高角砲
- 45口径十年式12cm単装高角砲
- 45口径十年式12cm連装高角砲
- 40口径八九式12.7cm単装高角砲
- 40口径八九式12.7cm連装高角砲A1型
- 65口径九八年式10cm連装高角砲A型砲塔
- 10.5 cm/L65 SK C/33 連装高角砲(英語版)
- 7.6 cm/L50 Mark10 単装高角砲(英語版)
- 12.7 cm/L25 Mark10 単装高角砲(英語版)
- 10.2 cm/L45 Mk.XⅥ 連装高角砲(英語版)
- 11.4 cm/L45 Mk.Ⅰ 連装高角砲(英語版)
- 12.0cm_L40 Mk.Ⅷ 単装高角砲(英語版)
- 8.8cm/L45 SK 単装高角砲
- 7.6cm/L45 Mk.II単装高角砲

#### 魚雷発射管
- 四四式45cm連装発射管
- 六年式53cm連装発射管
- 六年式53cm三連装発射管
- 八年式61cm連装発射管
- 一二年式61cm三連装発射管
- 八九式61cm連装発射管
- 九〇式61cm三連装発射管
- 九二式61cm四連装発射管
- 零式61cm五連装発射管
- 53.3cm三連装魚雷発射管
- 53.3cm四連装魚雷発射管
- 53.3cm五連装魚雷発射管
- KMS 53.3cm四連装魚雷発射管
- KMS 53.3㎝三連装魚雷発射管

#### 機銃
- 三年式6.5mm単装機銃
- 九二式7.7mm単装機銃
- 九三式13mm単装機銃
- 九三式13mm連装機銃
- 九三式13mm四連装機銃
- 毘式40mm単装機銃
- 毘式40mm連装機銃
- 九六式25mm連装機銃 TypeⅠ
- 2cm/L65 MG C/30 単装機銃
- 3.7cm/L83 SK C/30 連装機関砲
- ボフォース40mm四連装機関砲
- 12.7mm単装機銃
- エリコン20mm単装機関砲
- エリコン20mm連装機関砲
- ボフォース40mm連装機関砲
- 40mm Mk.Ⅷ 八連装機銃
- 12.7mm Mk.Ⅲ 四連装機銃
- 2cm/L65 MG C/38 四連装機銃

#### 航空機

##### 戦闘機
- 九五式艦上戦闘機
- 九六式艦上戦闘機
- 零式艦上戦闘機二一型
- 零式艦上戦闘機五二型
- 烈風改
- 紫電改二
- 震電
- F4Fワイルドキャット
- フルマーMk.Ⅱ
- マートレットⅡ
- シーファイアMk.Ⅱ
- Bf109
- BV155
- F4U-1D コルセア
- F4U-4 コルセア
- フェアリー ファイアフライ

##### 爆撃機
- 九六式艦上爆撃機
- 九九式艦上爆撃機一一型
- 九九式艦上爆撃機二二型
- 彗星一一型
- 流星（爆撃機）
- 零式艦上戦闘機六二型
- SBDドーントレス
- Ju87C
- ブラックバーン スクア
- SB2C-4 ヘルダイヴァー
- デ・ハビランド モスキート

##### 雷撃機
- 九六式艦上攻撃機
- 九七式艦上攻撃機
- 天山一一型
- 天山一二型
- 流星（攻撃機）
- TBDデバステーター
- Fi167
- フェアリー バラクーダ
- TBM-3E アヴェンジャー
- ブリストル ボーファイター

##### 水上偵察機
- 九〇式二号水上偵察機
- 九四式水上偵察機一二型
- 九五式水上偵察機
- 九八式水上偵察機
- 零式水上偵察機一一型
- 紫雲一一型
- 瑞雲一一型
- OS2U キングフィッシャー
- SOCシーガル
- SC-1 シーホーク
- ソードフィッシュ Mk.Ⅰ
- スーパーマリン ウォーラス
- Ar196

#### 設備・機関
- 各船体に対応する前艦橋
視認範囲等の向上が可能　水上、対空電探付きも存在する
- 各船体に対応する後艦橋
射撃精度の向上が可能
- 各船体に対応する煙突
排煙性能を上げることができる
- 各船体に対応する後部マスト
視認、通信範囲の拡大が可能　対空電探付きも存在。
- タービン
- 缶
船体の馬力を上昇させられる。のちに特殊戦役等で同性能だが重量が軽量化された「軽量ボイラー」が登場
- 空母用各種昇降機
- 呉式二号五型射出機
水上(艦上)機の運用が可能となる。

#### 補助艤装
- 駆逐艦用追加バルジI〜V
- 巡洋艦用追加バルジI〜V
- 戦艦用追加バルジI〜V
- 空母用追加バルジI〜V
- 水密管I〜V
- 高速揚弾装置I〜V
- 高圧水圧ポンプI〜V
- 高速自動装填装置I〜V
- 高精度ローラーベアリングI〜V
- 高精度射撃照準器(戦闘機用)I〜V
- 防弾板(航空機用)I〜V
- 航空機自動消火装置(航空機用)I〜V
- 精密高射装置I〜V
- 駆逐艦用空気予熱器I〜V
- 巡洋艦用空気予熱器I〜V
- 戦艦用空気予熱器I〜V
- 空母用空気予熱器I〜V

艦の能力を上げることができる。イベントで入手可能な補助擬装選択チケットを交換することで最大性能のVを入手可能

## コラボレーション
フジミ模型
2019年12月26日から2020年1月19日まで実施された。ゲーム内での自艦の撮影に、フジミ模型から発売されている艦船模型シリーズ「艦NEXT」のパッケージをイメージしたフレームを使えるようになったほか、プレイヤーが作成した艦艇の写真をTwitter上に投稿する形式で艦艇コンテストが行われ、入賞者には艦船模型等が贈られた。